# Megan Anderson
Megan Anderson, född 11 februari 1990 i Gold Coast, Queensland, är en australisk MMA-utövare. Hon är före detta fjäderviktsmästare i Roshambo MMA, före detta fjäderviktsmästare i Invicta FC, och 2018-2021 tävlade hon i organisationen Ultimate Fighting Championship.